# Viktor Prášil
Viktor Prášil (* 29. Juli 1987 in Prag) ist ein tschechischer Toningenieur.

## Leben
Prášil wuchs in Prag auf und stieg 2009 mit dem Kurzfilm Zirafa: Giraffe in die Filmbranche ein. Seitdem arbeitete er an verschiedenen tschechischen Produktionen mit. Er wurde dreimal für den Český lev für die Filme Polednice, Zlatý podraz und Havel nominiert. Im Jahr 2022 arbeitete er an Im Westen nichts Neues, bei dem er für den Oscar in der Kategorie Bester Ton nominiert wurde und den Deutschen Filmpreis gewann.

## Filmografie (Auswahl)
- 2009: Zirafa: Giraffe
- 2012: O pokladech
- 2013: Burning Bush – Die Helden von Prag
- 2014: Místa
- 2019: The Painted Bird
- 2020: Havel
- 2021: Blood Red Sky
- 2021: Army of Thieves
- 2022: Medieval
- 2022: Im Westen nichts Neues
- 2023: Blood & Gold
- 2023: Avenue of the Giants

## Auszeichnungen (Auswahl)
- 2023: BAFTA in der Kategorie Bester Ton für Im Westen nichts Neues
- 2023: Oscar-Nominierung in der Kategorie Bester Ton für Im Westen nichts Neues[1]
- 2023: Deutscher Filmpreis in der Kategorie Beste Tongestaltung für Im Westen nichts Neues